# Balthasar Báthory
Balthasar Báthory (ungarisch Boldizsár Báthory; * 1560 ?; † 11. September 1594 in Szamosújvár) war wie auch sein Bruder Andreas Báthory ein Gegner der Habsburger aus Siebenbürgen. 
Beide wuchsen am polnischen Königshof auf. Boldizsár wurde im Jahre 1588 Ratsmitglied in Siebenbürgen von Sigismund Báthory, später unter Sándor Kendi nach und nach Oppositioneller und Gegner der Angriffe auf die Türken. Sigismund Báthorys Eifersucht und Gegensätzlichkeit zu seinem begabten Verwandten Boldizsár Báthory führten um 1590 dazu, dass Siebenbürgen seinem negativen Schicksal – begünstigt durch geheime Habsburgische Listigkeiten – entgegenging. 
Im Mai des Jahres 1594, als heftige Gegensätze im Landtag ausbrachen, übertrug zwar Sigismund Báthory die Regierung an Boldizsár, nahm die Macht jedoch im August desselben Jahres wieder an sich. Sigismund wurde vom päpstlichen Abgesandten Alfonz Carillo überredet, sich mit Kaiser Rudolf zu verbünden und die Türken anzugreifen. In der Landtagssitzung vom August stimmten Csikszék, Udvarhely und Háromszék gegen die Aufhebung des Friedens mit den Türken, was die Szász, Székely und die Burggemeinden wollten. Die Ratsherren standen der Sache ablehnend gegenüber. Sigismund erkannte diese Entscheidungen an und nahm die wichtigsten oppositionellen Adligen fest, so auch Boldizsár Báthory, und ließ sie von György Ravazdi, dem Burgherr von Szamosújvár, im Gefängnis erdrosseln. (Ravazdi wurde später von den Székely gelyncht.)
| Personendaten    | Personendaten          |
| ---------------- | ---------------------- |
| NAME             | Báthory, Balthasar     |
| ALTERNATIVNAMEN  | Báthory, Boldizsár     |
| KURZBESCHREIBUNG | Fürst von Siebenbürgen |
| GEBURTSDATUM     | 1560                   |
| STERBEDATUM      | 11. September 1594     |
| STERBEORT        | Szamosújvár            |